# Scherma ai Giochi della XVII Olimpiade - Spada a squadre maschile
La competizione della spada a squadre maschile  di scherma ai Giochi della XVII Olimpiade si tenne il giorno 9 settembre 1960 al Palazzo dei Congressi di Roma.

## Primo turno
Le due migliori squadre, sulla base della percentuale vittorie/sconfitte e assalti vinti/persi, avanzano ai quarti di finale. Gli altri primi due classificati di ogni gruppo avanzano agli ottavi di finale.

### Gruppo 1
Classifica
| Pos. | Nazione     | Vittorie | VI | SI | Incontri          | Incontri               | Incontri              | Incontri |
| Pos. | Nazione     | Vittorie | VI | SI | Italia (bandiera) | Stati Uniti (bandiera) | Portogallo (bandiera) |          |
| ---- | ----------- | -------- | -- | -- | ----------------- | ---------------------- | --------------------- | -------- |
| 1    | Italia      | 2        | 18 | 9  | X                 | 9-2                    | 9-7                   |          |
| 2    | Stati Uniti | 1        | 12 | 15 | 2-9               | X                      | 10-6                  |          |
| 3    | Portogallo  | 0        | 13 | 19 | 7-9               | 6-10                   | X                     |          |

Incontri
| Atleti (Vittorie individuali)                                                         | Nazione                | VT | VT | Nazione                | Atleti (Vittorie individuali)                                                     |
| ------------------------------------------------------------------------------------- | ---------------------- | -- | -- | ---------------------- | --------------------------------------------------------------------------------- |
| James Margolis (3), Roland Wommack (3) David Micahnik (2), Henry Kolowrat (2)         | Stati Uniti (bandiera) | 10 | 6  | Portogallo (bandiera)  | José Ferreira (3), Manuel Borrego (2) José Fernandes (1), José de Albuquerque (0) |
| Gianluigi Saccaro (3), Fiorenzo Marini (3) Edoardo Mangiarotti (2), Carlo Pavesi (1)  | Italia (bandiera)      | 9  | 7  | Portogallo (bandiera)  | José de Albuquerque (3), Manuel Borrego (2) José Ferreira (2), José Fernandes (0) |
| Giuseppe Delfino (3), Gianluigi Saccaro (2) Edoardo Mangiarotti (2), Carlo Pavesi (2) | Italia (bandiera)      | 9  | 2  | Stati Uniti (bandiera) | Henry Kolowrat (1), David Micahnik (1) Ralph Spinella (0), Roland Wommack (0)     |

### Gruppo 2
Classifica
| Pos. | Nazione  | Vittorie | VI | SI | Incontri            | Incontri            | Incontri           | Incontri |
| Pos. | Nazione  | Vittorie | VI | SI | Ungheria (bandiera) | Giappone (bandiera) | Messico (bandiera) |          |
| ---- | -------- | -------- | -- | -- | ------------------- | ------------------- | ------------------ | -------- |
| 1    | Ungheria | 2        | 23 | 6  | X                   | 9-4                 | 14-2               |          |
| 2    | Giappone | 1        | 13 | 16 | 4-9                 | X                   | 9-7                |          |
| 3    | Messico  | 0        | 9  | 23 | 2-14                | 7-9                 | X                  |          |

Incontri
| Atleti (Vittorie individuali)                                                     | Nazione             | VT | VT | Nazione             | Atleti (Vittorie individuali)                                                     |
| --------------------------------------------------------------------------------- | ------------------- | -- | -- | ------------------- | --------------------------------------------------------------------------------- |
| Heizaburo Okawa (3), Tsugeo Ozawa (2) Sonosuke Fujimaki (2), Kazuhiko Tabuchi (2) | Giappone (bandiera) | 9  | 7  | Messico (bandiera)  | Benito Ramos (3), Angel Roldán (2) Antonio Almada (2), Sergio Escobedo (0)        |
| Árpád Bárány (4), István Kausz (4) József Marosi (3), Tamás Gábor (3)             | Ungheria (bandiera) | 14 | 2  | Messico (bandiera)  | Benito Ramos (1), Antonio Almada (1) Angel Roldán (0), José Pérez (0)             |
| József Marosi (3), István Kausz (3) Tamás Gábor (2), Árpád Bárány (1)             | Ungheria (bandiera) | 9  | 4  | Giappone (bandiera) | Heizaburo Okawa (2), Sonosuke Fujimaki (1) Kazuhiko Tabuchi (1), Tsugeo Ozawa (0) |

### Gruppo 3
Classifica
| Pos. | Nazione          | Vittorie | VI | SI | Incontri                    | Incontri            | Incontri          | Incontri |
| Pos. | Nazione          | Vittorie | VI | SI | Unione Sovietica (bandiera) | Svizzera (bandiera) | Libano (bandiera) |          |
| ---- | ---------------- | -------- | -- | -- | --------------------------- | ------------------- | ----------------- | -------- |
| 1    | Unione Sovietica | 2        | 17 | 9  | X                           | 9-1                 | 8-8               |          |
| 2    | Svizzera         | 1        | 9  | 17 | 1-9                         | X                   | 8-8               |          |
| 3    | Libano           | 0        | 16 | 16 | 8-8                         | 8-8                 | X                 |          |

Incontri
| Atleti (Vittorie individuali)                                                             | Nazione                     | VT      | VT     | Nazione             | Atleti (Vittorie individuali)                                                     |
| ----------------------------------------------------------------------------------------- | --------------------------- | ------- | ------ | ------------------- | --------------------------------------------------------------------------------- |
| Hans Bässler (3), Jules Amez-Droz (2) Paul Meister (2), Charles Ribordy (1)               | Svizzera (bandiera)         | 8+ (66) | 8 (63) | Libano (bandiera)   | Ibrahim Osman (3), Mohamed Ramadan (2) Michel Saykali (2), Hassan El-Said (1)     |
| Valēntin Čēṙnikov (3), Guram Kostava (2) Arnol'd Černuševič (2), Aleksandr Pavlovskij (1) | Unione Sovietica (bandiera) | 8+ (66) | 8 (63) | Libano (bandiera)   | Hassan El-Said (4), Michel Saykali (2) Mohamed Ramadan (1), Ibrahim Osman (1)     |
| Arnol'd Černuševič (3), Valēntin Čēṙnikov (3) Bruno Habārovs (2), Guram Kostava (1)       | Unione Sovietica (bandiera) | 9       | 1      | Svizzera (bandiera) | Charles Ribordy (1), Paul Meister (0) Claudio Polledri (0), Michel Steininger (0) |

### Gruppo 4
Classifica
| Pos. | Nazione   | Vittorie | VI | SI | Incontri           | Incontri             | Incontri           | Incontri |
| Pos. | Nazione   | Vittorie | VI | SI | Francia (bandiera) | Finlandia (bandiera) | Irlanda (bandiera) |          |
| ---- | --------- | -------- | -- | -- | ------------------ | -------------------- | ------------------ | -------- |
| 1    | Francia   | 2        | 21 | 6  | X                  | 9-2                  | 12-4               |          |
| 2    | Finlandia | 1        | 14 | 13 | 2-9                | X                    | 12-4               |          |
| 3    | Irlanda   | 0        | 8  | 24 | 4-12               | 4-12                 | X                  |          |

Incontri
| Atleti (Vittorie individuali)                                                     | Nazione              | VT | VT | Nazione              | Atleti (Vittorie individuali)                                                   |
| --------------------------------------------------------------------------------- | -------------------- | -- | -- | -------------------- | ------------------------------------------------------------------------------- |
| Kaj Czarnecki (4), Kurt Lindeman (4) Rolf Wiik (3), Kalevi Pakarinen (1)          | Finlandia (bandiera) | 12 | 4  | Irlanda (bandiera)   | George Carpenter (2), Christopher Bland (1) Brian Hamilton (1), Tom Kearney (0) |
| Gérard Lefranc (4), Jacques Guittet (3) Claude Brodin (3), Christian d'Oriola (2) | Francia (bandiera)   | 12 | 4  | Irlanda (bandiera)   | George Carpenter (3), Christopher Bland (1) Tom Kearney (0), Brian Hamilton (0) |
| Christian d'Oriola (3), Gérard Lefranc (2) Jacques Guittet (2), Claude Brodin (2) | Francia (bandiera)   | 9  | 2  | Finlandia (bandiera) | Kurt Lindeman (1), Kaj Czarnecki (1) Kalevi Pakarinen (0), Rolf Wiik (0)        |

### Gruppo 5
Classifica
| Pos. | Nazione       | Vittorie | VI | SI | Incontri                 | Incontri               | Incontri           | Incontri |
| Pos. | Nazione       | Vittorie | VI | SI | Gran Bretagna (bandiera) | Lussemburgo (bandiera) | Marocco (bandiera) |          |
| ---- | ------------- | -------- | -- | -- | ------------------------ | ---------------------- | ------------------ | -------- |
| 1    | Gran Bretagna | 2        | 23 | 8  | X                        | 8-7                    | 15-1               |          |
| 2    | Lussemburgo   | 1        | 19 | 12 | 7-8                      | X                      | 12-4               |          |
| 3    | Marocco       | 0        | 5  | 27 | 1-15                     | 4-12                   | X                  |          |

Incontri
| Atleti (Vittorie individuali)                                                | Nazione                  | VT | VT | Nazione                | Atleti (Vittorie individuali)                                                        |
| ---------------------------------------------------------------------------- | ------------------------ | -- | -- | ---------------------- | ------------------------------------------------------------------------------------ |
| Roger Theisen (4), Edy Schmit (4) Robert Schiel (2), Rudy Kugeler (2)        | Lussemburgo (bandiera)   | 12 | 4  | Marocco (bandiera)     | Abbes Harchi (2), Abderrahman Sebti (1) Charles Bénitah (1), Abderraouf El-Fassy (0) |
| Michael Alexander (4), Michael Howard (4) John Pelling (4), Ray Harrison (3) | Gran Bretagna (bandiera) | 15 | 1  | Marocco (bandiera)     | Abbes Harchi (0), Abderrahman Sebti (0) Charles Bénitah (1), Mohamed Ben Joullon (0) |
| Bill Hoskyns (3), Michael Howard (2) Allan Jay (2), Michael Alexander (1)    | Gran Bretagna (bandiera) | 8  | 7  | Lussemburgo (bandiera) | Eddi Gutenkauf (3), Edy Schmit (2) Roger Theisen (2), Robert Schiel (0)              |

### Gruppo 6
Classifica
| Pos. | Nazione   | Vittorie | VI | SI | Incontri                             | Incontri          | Incontri             | Incontri |
| Pos. | Nazione   | Vittorie | VI | SI | Squadra Unificata Tedesca (bandiera) | Svezia (bandiera) | Australia (bandiera) |          |
| ---- | --------- | -------- | -- | -- | ------------------------------------ | ----------------- | -------------------- | -------- |
| 1    | Germania  | 2        | 22 | 10 | X                                    | 9-7               | 13-3                 |          |
| 2    | Svezia    | 1        | 18 | 14 | 7-9                                  | X                 | 11-5                 |          |
| 3    | Australia | 0        | 8  | 24 | 3-13                                 | 5-11              | X                    |          |

Incontri
| Atleti (Vittorie individuali)                                                              | Nazione                              | VT | VT | Nazione              | Atleti (Vittorie individuali)                                                                 |
| ------------------------------------------------------------------------------------------ | ------------------------------------ | -- | -- | -------------------- | --------------------------------------------------------------------------------------------- |
| Hans Lagerwall (4), Göran Abrahamsson (3) Ulf Ling-Vannérus (2), Berndt-Otto Rehbinder (2) | Svezia (bandiera)                    | 11 | 5  | Australia (bandiera) | Ivan Lund (2), Richard Stone (2) John Humphreys (1), John Simpson (0)                         |
| Paul Gnaier (4), Fritz Zimmermann (4) Dieter Fänger (3), Georg Neuber (2)                  | Squadra Unificata Tedesca (bandiera) | 13 | 3  | Australia (bandiera) | John Humphreys (1), Richard Stone (1) Ivan Lund (1), Keith Hackshall (0)                      |
| Helmut Anschütz (3), Walter Köstner (3) Paul Gnaier (2), Fritz Zimmermann (1)              | Squadra Unificata Tedesca (bandiera) | 9  | 7  | Svezia (bandiera)    | Hans Lagerwall (3), Berndt-Otto Rehbinder (2) Carl-Wilhelm Engdahl (1), Göran Abrahamsson (1) |

### Gruppo 7
Classifica
| Pos. | Nazione | Vittorie | VI | SI | Incontri           | Incontri          | Incontri          | Incontri |
| Pos. | Nazione | Vittorie | VI | SI | Polonia (bandiera) | Belgio (bandiera) | Spagna (bandiera) |          |
| ---- | ------- | -------- | -- | -- | ------------------ | ----------------- | ----------------- | -------- |
| 1    | Polonia | 1        | 17 | 15 | X                  | 8-8               | 9-7               |          |
| 1    | Belgio  | 1        | 17 | 15 | 8-8                | X                 | 9-7               |          |
| 3    | Spagna  | 0        | 14 | 18 | 7-9                | 7-9               | X                 |          |

Incontri
| Atleti (Vittorie individuali)                                                           | Nazione            | VT     | VT     | Nazione           | Atleti (Vittorie individuali)                                                           |
| --------------------------------------------------------------------------------------- | ------------------ | ------ | ------ | ----------------- | --------------------------------------------------------------------------------------- |
| Pierre Francisse (3), René Van Den Driessche (2) Jacques Debeur (2), François Dehez (2) | Belgio (bandiera)  | 9      | 7      | Spagna (bandiera) | Pedro Cabrera (2), Manuel Martínez (2) Jesús Díez (2), Joaquín Moya (1)                 |
| Bogdan Gonsior (3), Jerzy Strzałka (2) Andrzej Kryński (2), Wiesław Glos (2)            | Polonia (bandiera) | 9      | 7      | Spagna (bandiera) | Jesús Díez (3), Pedro Cabrera (2) Manuel Martínez (1), Joaquín Moya (1)                 |
| Jerzy Strzałka (3), Wiesław Glos (2) Janusz Kurczab (2), Bogdan Gonsior (1)             | Polonia (bandiera) | 8 (61) | 8 (61) | Belgio (bandiera) | Pierre Francisse (3), René Van Den Driessche (2) Jacques Debeur (2), François Dehez (1) |

## Eliminazione diretta
|  | Ottavi di finale | Ottavi di finale | Ottavi di finale |  |  | Quarti di finale | Quarti di finale | Quarti di finale |   |          | Semifinali | Semifinali | Semifinali |               |                  | Finale           | Finale | Finale |
|  |                  |                  |                  |  |  |                  |                  |                  |   |          |            |            |            |               |                  |                  |        |        |
|  |                  |                  |                  |  |  |                  |                  |                  |   |          |            |            |            |               |                  |                  |        |        |
|  |                  |                  |                  |  |  | Italia           | Italia           | 9                |   |          |            |            |            |               |                  |                  |        |        |
|  | Svezia           | Svezia           | 9                |  |  | Svezia           | Svezia           | 3                |   |          |            |            |            |               |                  |                  |        |        |
|  | Belgio           | Belgio           | 4                |  |  |                  |                  |                  |   | Italia   | Italia     | 9          |            |               |                  |                  |        |        |
|  | Unione Sovietica | Unione Sovietica | 9                |  |  |                  | Unione Sovietica | Unione Sovietica | 6 |          |            |            |            |               |                  |                  |        |        |
|  | Giappone         | Giappone         | 0                |  |  | Unione Sovietica | Unione Sovietica | 9                |   |          |            |            |            |               |                  |                  |        |        |
|  | Germania         | Germania         | 9                |  |  | Germania         | Germania         | 2                |   |          |            |            |            |               |                  |                  |        |        |
|  | Finlandia        | Finlandia        | 5                |  |  |                  |                  |                  |   |          | Italia     | Italia     | 9          |               |                  |                  |        |        |
|  |                  |                  |                  |  |  |                  | Gran Bretagna    | Gran Bretagna    | 5 |          |            |            |            |               |                  |                  |        |        |
|  |                  |                  |                  |  |  | Ungheria         | Ungheria         | 9                |   |          |            |            |            |               |                  |                  |        |        |
|  | Lussemburgo      | Lussemburgo      | 8+               |  |  | Lussemburgo      | Lussemburgo      | 2                |   |          |            |            |            |               |                  |                  |        |        |
|  | Polonia          | Polonia          | 8                |  |  |                  |                  |                  |   | Ungheria | Ungheria   | 7          |            | 3º e 4º posto | 3º e 4º posto    | 3º e 4º posto    |        |        |
|  | Gran Bretagna    | Gran Bretagna    | 9                |  |  |                  | Gran Bretagna    | Gran Bretagna    | 8 |          |            |            |            |               |                  |                  |        |        |
|  | Stati Uniti      | Stati Uniti      | 5                |  |  | Gran Bretagna    | Gran Bretagna    | 9                |   |          |            |            |            |               | Unione Sovietica | Unione Sovietica | 9      |        |
|  | Svizzera         | Svizzera         | 8+               |  |  | Svizzera         | Svizzera         | 5                |   | Ungheria | Ungheria   | 5          |            |               |                  |                  |        |        |
|  | Francia          | Francia          | 8                |  |  |                  |                  |                  |   |          |            |            |            |               |                  |                  |        |        |

### Ottavi di finale
| Squadra                                                                                 | Squadra          | Squadra     | Squadra                                                                               |
| Atleti (Vittorie individuali)                                                           | VT               | VT          | Atleti (Vittorie individuali)                                                         |
| --------------------------------------------------------------------------------------- | ---------------- | ----------- | ------------------------------------------------------------------------------------- |
| Svezia                                                                                  | Svezia           | Belgio      | Belgio                                                                                |
| Orvar Lindwall (4), Hans Lagerwall (3) Göran Abrahamsson (1), Berndt-Otto Rehbinder (1) | 9                | 4           | Roger Achten (2), Jacques Debeur (1) Pierre Francisse (1), René Van Den Driessche (0) |
| Unione Sovietica                                                                        | Unione Sovietica | Giappone    | Giappone                                                                              |
| Valēntin Čēṙnikov (3), Arnol'd Černuševič (2) Guram Kostava (2), Bruno Habārovs (2)     | 9                | 0           | Sonosuke Fujimaki (0), Kazuhiko Tabuchi (0) Heizaburo Okawa (0), Tsugeo Ozawa (0)     |
| Germania                                                                                | Germania         | Finlandia   | Finlandia                                                                             |
| Walter Köstner (3), Fritz Zimmermann (3) Paul Gnaier (2), Helmut Anschütz (1)           | 9                | 5           | Rolf Wiik (2), Kurt Lindeman (1) Kalevi Pakarinen (1), Kaj Czarnecki (1)              |
| Lussemburgo                                                                             | Lussemburgo      | Polonia     | Polonia                                                                               |
| Edy Schmit (3), Eddi Gutenkauf (3) Roger Theisen (2), Robert Schiel (0)                 | 8+ (62)          | 8 (61)      | Wiesław Glos (2), Jerzy Strzałka (2) Bogdan Gonsior (2), Janusz Kurczab (2)           |
| Gran Bretagna                                                                           | Gran Bretagna    | Stati Uniti | Stati Uniti                                                                           |
| Allan Jay (3), Michael Howard (2) John Pelling (2), Bill Hoskyns (2)                    | 9                | 5           | James Margolis (2), Henry Kolowrat (2) Roland Wommack (1), David Micahnik (0)         |
| Svizzera                                                                                | Svizzera         | Francia     | Francia                                                                               |
| Jules Amez-Droz (3), Charles Ribordy (3) Claudio Polledri (1), Michel Steininger (1)    | 8+ (66)          | 8 (64)      | Armand Mouyal (3), Christian d'Oriola (2) Claude Brodin (2), Yves Dreyfus (1)         |

### Quarti di finale
| Squadra                                                                                | Squadra          | Squadra     | Squadra                                                                                 |
| Atleti (Vittorie individuali)                                                          | VT               | VT          | Atleti (Vittorie individuali)                                                           |
| -------------------------------------------------------------------------------------- | ---------------- | ----------- | --------------------------------------------------------------------------------------- |
| Italia                                                                                 | Italia           | Svezia      | Svezia                                                                                  |
| Alberto Pellegrino (3), Carlo Pavesi (3) Giuseppe Delfino (2), Edoardo Mangiarotti (1) | 9                | 3           | Göran Abrahamsson (1), Hans Lagerwall (1) Berndt-Otto Rehbinder (1), Orvar Lindwall (0) |
| Unione Sovietica                                                                       | Unione Sovietica | Germania    | Germania                                                                                |
| Guram Kostava (3), Arnol'd Černuševič (2) Valēntin Čēṙnikov (2), Bruno Habārovs (2)    | 9                | 2           | Helmut Anschütz (1), Walter Köstner (1) Paul Gnaier (0), Fritz Zimmermann (0)           |
| Ungheria                                                                               | Ungheria         | Lussemburgo | Lussemburgo                                                                             |
| István Kausz (3), Árpád Bárány (2) Tamás Gábor (2), József Sákovics (2)                | 9                | 2           | Edy Schmit (1), Eddi Gutenkauf (1) Robert Schiel (0), Roger Theisen (0)                 |
| Gran Bretagna                                                                          | Gran Bretagna    | Svizzera    | Svizzera                                                                                |
| Michael Howard (3), Bill Hoskyns (2) Allan Jay (2), John Pelling (2)                   | 9                | 5           | Claudio Polledri (3), Michel Steininger (1) Jules Amez-Droz (1), Charles Ribordy (0)    |

### Semifinali
| Squadra                                                                              | Squadra       | Squadra          | Squadra                                                                             |
| Atleti (Vittorie individuali)                                                        | VT            | VT               | Atleti (Vittorie individuali)                                                       |
| ------------------------------------------------------------------------------------ | ------------- | ---------------- | ----------------------------------------------------------------------------------- |
| Italia                                                                               | Italia        | Unione Sovietica | Unione Sovietica                                                                    |
| Giuseppe Delfino (3), Alberto Pellegrino (3) Carlo Pavesi (2), Gianluigi Saccaro (1) | 9             | 6                | Arnol'd Černuševič (2), Bruno Habārovs (2) Valēntin Čēṙnikov (1), Guram Kostava (1) |
| Gran Bretagna                                                                        | Gran Bretagna | Ungheria         | Ungheria                                                                            |
| Allan Jay (4), Bill Hoskyns (2) Michael Howard (1), John Pelling (1)                 | 8             | 7                | Tamás Gábor (2), István Kausz (2) József Sákovics (2), Árpád Bárány (1)             |

### Finali
| 3º e 4º posto                                                                       |                  |          |                                                                          |
| Squadra                                                                             | Squadra          | Squadra  | Squadra                                                                  |
| Atleti (Vittorie individuali)                                                       | VT               | VT       | Atleti (Vittorie individuali)                                            |
| Unione Sovietica                                                                    | Unione Sovietica | Ungheria | Ungheria                                                                 |
| Guram Kostava (4), Arnol'd Černuševič (2) Valēntin Čēṙnikov (2), Bruno Habārovs (1) | 9                | 5        | József Marosi (2), Tamás Gábor (2) István Kausz (1), József Sákovics (0) |

| Finale                                                                                 |         |               |                                                                      |
| Squadra                                                                                | Squadra | Squadra       | Squadra                                                              |
| Atleti (Vittorie individuali)                                                          | VT      | VT            | Atleti (Vittorie individuali)                                        |
| Italia                                                                                 | Italia  | Gran Bretagna | Gran Bretagna                                                        |
| Giuseppe Delfino (3), Alberto Pellegrino (3) Carlo Pavesi (2), Edoardo Mangiarotti (1) | 9       | 5             | Allan Jay (3), Michael Howard (1) John Pelling (1), Bill Hoskyns (0) |

## Podio
| Oro | Argento                                                                                         | Bronzo                                                                                                  |
| Italia Edoardo Mangiarotti Giuseppe Delfino Carlo Pavesi Alberto Pellegrino Fiorenzo Marini Gianluigi Saccaro | Gran Bretagna Allan Jay Michael Howard John Pelling Bill Hoskyns Ray Harrison Michael Alexander | Unione Sovietica Guram Kostava Bruno Habārovs Arnol'd Černuševič Valēntin Čēṙnikov Aleksandr Pavlovskij |